# 细扁潜鱼
细扁潜鱼（学名：Carapus lumbricoides）为潜鱼科潜鱼属的鱼类。分布于仅印尼东部斯兰岛海域以及南海西沙群岛海域等。该物种的模式产地在印度尼西亚斯兰岛。